# Kettenverschleißlehre

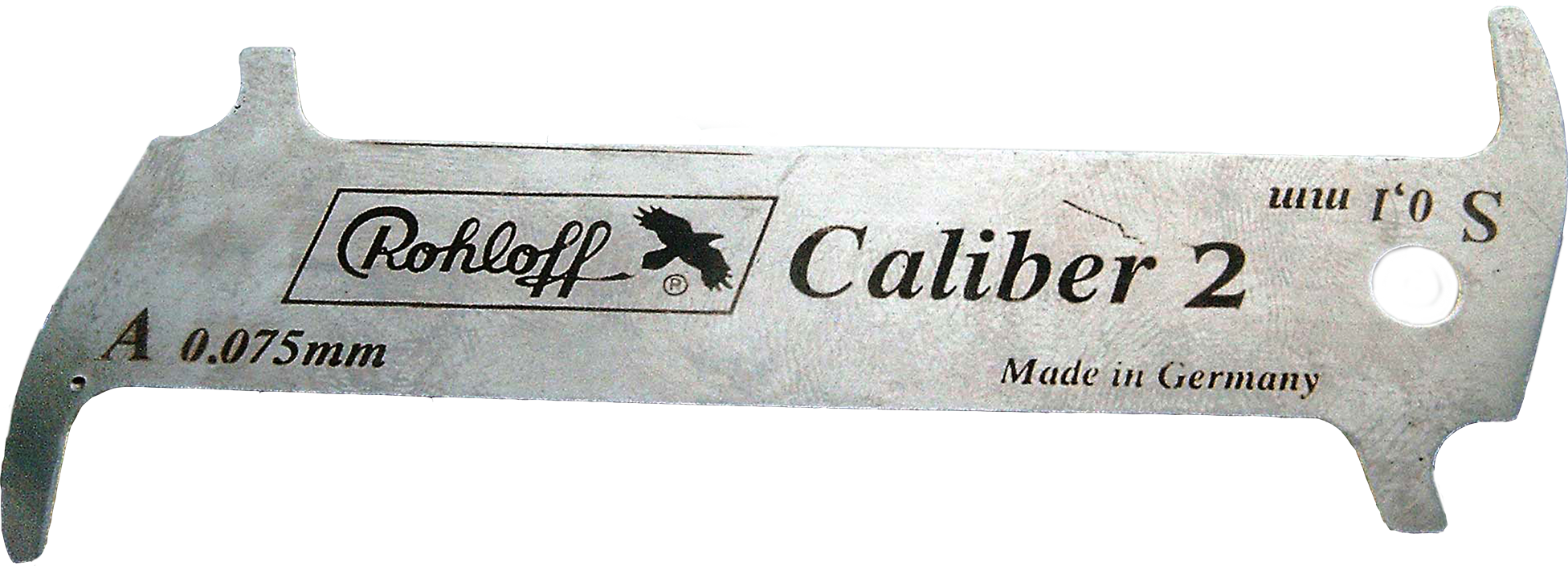
Rohloff Caliber 2

Als Kettenlehre wird eine Lehre zum Überprüfen der verschleißbedingten Längung von Fahrradketten bezeichnet. Hersteller wie z. B. Park Tool und Rohloff mit dem Caliber 2 produzieren solche Lehren. Die Längung der Kette kann bei einer Kettenverschleißmessung mit einem Messschieber oder einer Lehre bestimmt werden.

## Grund für die Messung
Auch wenn eine Schaltungskette noch voll funktionstüchtig ist, passt sie ab einem bestimmten Verschleißgrad nicht mehr genau zu den Zähnen der Kettenräder und -Ritzel. Während der Nutzung der Antriebseinheit „Kette – Kettenblatt/Zahnkranz“ längt sich die Kette mit der Dauer und der Qualität der Beanspruchung durch den Fahrer. Wird die Kette jetzt nicht gegen eine neue ausgetauscht, kehlt die „alte“ Kette mit ihren Rollen die Kettenblätter und Zahnkranz aus, d. h. die „Kuhlen“ der Zahnräder werden geweitet und die Kette beginnt auf einem leicht größeren Durchmesser zu laufen. Wird nun eine neue Kette aufgezogen, ist diese zu kurz für den neuen Durchmesser, auf dem sie jetzt läuft, und es kann passieren, dass die Röllchen der Kette auf den Spitzen der Kettenblätter aufsetzen und schließlich zumindest einen Zahn weiterspringen. Je nach Beanspruchung sollten Schaltungsketten ohne Vollkettenschutz nach 1500 km bis 2500 km Nutzungsdauer ausgetauscht werden. Die meisten Hersteller empfehlen einen Kettenwechsel, wenn die Längung der Kette je nach Kettenart 0,75 oder 1 % überschreitet. Dementsprechend wird mit Kettenmesslehren überprüft, ob die Längung im Toleranzbereich 0,75 % (für Leichtmetallkassetten) oder 1 % (für Stahlkassetten) Längung liegt.

## Alternative
Eine Messung der Kettenlänge kann auch mit einem 30-cm-Lineal vorgenommen werden. Man misst den Abstand zweier Nietstifte, die zehn Kettenglieder voneinander entfernt sind. Im Neuzustand beträgt er 254 mm. Ab 256 mm Abstand sollte die Kette getauscht werden Hierbei sind ein äußeres und ein inneres Kettenglied zusammen gezählt, also eigentlich sind 20 Kettenglieder gemeint, denn die Teilung einer Fahrradkette ist 12,7 mm (1/2"). Leichter lässt es sich an den Kanten der äußeren Laschen messen. An welchem Bezugspunkt gemessen wird, ist grundsätzlich unerheblich – es muss nur jeweils der gleiche Punkt sein.